# Élections législatives de 1986 dans la Vendée
Les élections législatives françaises de 1986 ont lieu le 16 mars. Dans le département de la Vendée, cinq députés sont à élire dans le cadre d'un scrutin proportionnel par liste départementale à un seul tour.

## Élus
| Député élu      |  | Parti    |
| --------------- |  | -------- |
| Vincent Ansquer |  | RPR      |
| Philippe Mestre |  | UDF (AD) |
| Pierre Mauger   |  | RPR      |
| Pierre Métais   |  | PS       |
| Philippe Puaud  |  | PS       |

## Résultats

### Résultats à l'échelle du département
| Liste Parti politique | Liste Parti politique                                                                                              | Tête de liste      | Tour unique | Tour unique | Sièges |
| Liste Parti politique | Liste Parti politique                                                                                              | Tête de liste      | Voix        | %           | Sièges |
| --------------------- | --- | ------------------ | ----------- | ----------- | ------ |
|                       | Union pour la Vendée Rassemblement pour la République (UDF)                                                        | Vincent Ansquer    | 157 256     | 57,92       | 3      |
|                       | Pour une majorité de progrès avec le président de la République Parti socialiste (PSU)                             | Pierre Métais      | 79 891      | 29,43       | 2      |
|                       | Rassemblement national Front national                                                                              | Jacques Buchet     | 14 136      | 5,21        | 0      |
|                       | Liste présentée par le Parti communiste français Parti communiste français                                         | André Tardivel     | 9 853       | 3,63        | 0      |
|                       | Liste du Parti ouvrier européen pour la France Extrême droite (Parti ouvrier européen)                             | Madeleine Lelièvre | 7 645       | 2,81        | 0      |
|                       | Liste du Mouvement pour un parti des travailleurs Vendée Extrême gauche (Mouvement pour un parti des travailleurs) | Loïc Bervas        | 2 700       | 0,99        | 0      |
|                       | |                    |             |             |        |
| Inscrits              | Inscrits | Inscrits           | 356 209     | 100,00      | 5      |
| Abstentions           | Abstentions | Abstentions        | 65 516      | 18,39       |        |
| Votants               | Votants | Votants            | 290 693     | 81,61       |        |
| Blancs et nuls        | Blancs et nuls | Blancs et nuls     | 19 212      | 6,61        |        |
| Exprimés              | Exprimés | Exprimés           | 271 481     | 93,39       |        |

### Listes complètes en présence
| Liste Étiquette politique (partis et alliances) | Liste Étiquette politique (partis et alliances)                                                            | Candidats (et remplaçants éventuels) |
| ----------------------------------------------- | --- | --- |
|                                                 | Union pour la Vendée Union de la droite (RPR - UDF)                                                        | 1. Vincent Ansquer (RPR) 2. Philippe Mestre (UDF-AD) 3. Pierre Mauger (RPR) 4. Philippe de Villiers 5. Louis Guédon ————————————6. Jacques Oudin 7. Jean-Pierre de Lambilly |
|                                                 | Pour une majorité de progrès avec le président de la République Parti socialiste - Parti socialiste unifié | 1. Pierre Métais 2. Philippe Puaud 3. Brigitte Brunetière 4. Pierre Gaborit 5. Francoise Fraigneau ————————————6. Jean Abillard 7. Marc Montlahuc                           |
|                                                 | Rassemblement national Front national                                                                      | 1. Jacques Buchet 2. Paul Petitdidier 3. Marie-France de Brem 4. Christine Moniot-Beaumont 5. Jean-Romée Charbonneau ————————————6. Louisette Gauthier 7. Marcel Gaborit    |
|                                                 | Liste présentée par le Parti communiste français Parti communiste français                                 | 1. André Tardivel 2. Gérard Gréard 3. Janine Retail 4. Michel Parsy 5. Danielle Mairesse ————————————6. Jo Gallet 7. Jean Guilloton                                         |
|                                                 | Liste du Parti ouvrier européen pour la France Parti ouvrier européen                                      | 1. Madeleine Lelièvre 2. Thierry Ménager 3. Andrée Jouannes 4. Martine Delville 5. Gérard Briffaud ————————————6. Bernard Mouge 7. Marie-Thérèse Cochard-Grange             |
|                                                 | Liste du Mouvement pour un parti des travailleurs Vendée Mouvement pour un parti des travailleurs          | 1. Loïc Bervas 2. Christian Bureau 3. Alphonse Trulla 4. Bernard Teillet 5. Wallid Alamy ————————————6. Jean-Michel Walle 7. Marcel Navarro                                 |